# Мартін Лоренцсон
Ма́ртін Лоре́нцсон (швед. Martin Lorentzson, нар. 21 липня 1984, Седертельє) — колишній шведський футболіст, який виступав на позиції захисника.

## Ігрова кар'єра
У дорослому футболі дебютував 2005 року виступами за «Слейпнер», в якому провів три сезони, взявши участь двадцяти матчах чемпіонату.
Своєю грою за цю команду привернув увагу представників тренерського штабу клубу «Ассиріска ФФ», до складу якого приєднався 2007 року. Відіграв за команду із Седертельє наступні три сезони своєї ігрової кар'єри. Більшість часу, проведеного у складі «Ассиріски», був основним гравцем захисту команди.
До складу клубу АІК приєднався на початку 2010 року на правах вільного агента. Наразі встиг відіграти за команду з Стокгольма 72 матчі в національному чемпіонаті.

## Титули і досягнення
- Володар Суперкубка Швеції (1):

АІК: 2010